# Kimotsuki, Kagoshima
Kimotsuki (肝付町 Kimotsuki-chō) là thị trấn thuộc huyện Kimotsuki, bán đảo Ōsumi, tỉnh Kagoshima. Tính đến ngày 1 tháng 7 năm 2023, dân số thị trấn ước tính là 13.371 người và mật độ dân số là 43 người/km2. Tổng diện tích thị trấn là 308,12 km2.

## Địa lý

### Khí hậu
Thị trấn Kimotsuki có khí hậu cận nhiệt đới ẩm (phân loại khí hậu Köppen: Cfa) với mùa hè nóng và mùa đông ôn hòa. Lượng mưa đáng kể trong suốt cả năm và nhiều nhất vào mùa hè, đặc biệt là các tháng 6 và 7. Nhiệt độ trung bình hàng năm ở Kimotsuki là 17,5 °C. Lượng mưa trung bình hàng năm là 2.747,6 mm (với tháng 6 là tháng ẩm ướt nhất). Nhiệt độ trung bình cao nhất vào tháng 8 (27,2 °C) và thấp nhất vào tháng 1 (7,6 °C). Nhiệt độ cao kỷ lục là 38,5 °C (ngày 18 tháng 8 năm 2020) và nhiệt độ thấp kỷ lục là −6,4 °C (ngày 25 tháng 1 năm 2016).
| Dữ liệu khí hậu của Kimotsuki            | Dữ liệu khí hậu của Kimotsuki | Dữ liệu khí hậu của Kimotsuki | Dữ liệu khí hậu của Kimotsuki | Dữ liệu khí hậu của Kimotsuki | Dữ liệu khí hậu của Kimotsuki | Dữ liệu khí hậu của Kimotsuki | Dữ liệu khí hậu của Kimotsuki | Dữ liệu khí hậu của Kimotsuki | Dữ liệu khí hậu của Kimotsuki | Dữ liệu khí hậu của Kimotsuki | Dữ liệu khí hậu của Kimotsuki | Dữ liệu khí hậu của Kimotsuki | Dữ liệu khí hậu của Kimotsuki |
| Tháng                                    | 1                             | 2                             | 3                             | 4                             | 5                             | 6                             | 7                             | 8                             | 9                             | 10                            | 11                            | 12                            | Năm                           |
| ---------------------------------------- | ----------------------------- | ----------------------------- | ----------------------------- | ----------------------------- | ----------------------------- | ----------------------------- | ----------------------------- | ----------------------------- | ----------------------------- | ----------------------------- | ----------------------------- | ----------------------------- | ----------------------------- |
| Cao kỉ lục °C (°F)                       | 24.3 (75.7)                   | 24.3 (75.7)                   | 27.3 (81.1)                   | 29.7 (85.5)                   | 34.3 (93.7)                   | 34.2 (93.6)                   | 36.1 (97.0)                   | 38.5 (101.3)                  | 35.4 (95.7)                   | 34.1 (93.4)                   | 29.3 (84.7)                   | 25.1 (77.2)                   | 38.5 (101.3)                  |
| Trung bình ngày tối đa °C (°F)           | 13.1 (55.6)                   | 14.5 (58.1)                   | 17.4 (63.3)                   | 21.8 (71.2)                   | 25.3 (77.5)                   | 27.0 (80.6)                   | 31.4 (88.5)                   | 31.9 (89.4)                   | 29.4 (84.9)                   | 25.1 (77.2)                   | 20.1 (68.2)                   | 15.2 (59.4)                   | 22.7 (72.8)                   |
| Trung bình ngày °C (°F)                  | 7.6 (45.7)                    | 8.8 (47.8)                    | 11.8 (53.2)                   | 16.2 (61.2)                   | 20.1 (68.2)                   | 23.0 (73.4)                   | 26.9 (80.4)                   | 27.2 (81.0)                   | 24.5 (76.1)                   | 19.7 (67.5)                   | 14.5 (58.1)                   | 9.4 (48.9)                    | 17.5 (63.5)                   |
| Tối thiểu trung bình ngày °C (°F)        | 2.4 (36.3)                    | 3.4 (38.1)                    | 6.5 (43.7)                    | 10.9 (51.6)                   | 15.4 (59.7)                   | 19.7 (67.5)                   | 23.5 (74.3)                   | 23.8 (74.8)                   | 20.8 (69.4)                   | 15.1 (59.2)                   | 9.4 (48.9)                    | 4.0 (39.2)                    | 12.9 (55.2)                   |
| Thấp kỉ lục °C (°F)                      | −6.4 (20.5)                   | −6.0 (21.2)                   | −3.5 (25.7)                   | 0.6 (33.1)                    | 5.3 (41.5)                    | 11.2 (52.2)                   | 15.3 (59.5)                   | 17.2 (63.0)                   | 10.6 (51.1)                   | 2.5 (36.5)                    | −1.8 (28.8)                   | −4.9 (23.2)                   | −6.4 (20.5)                   |
| Lượng Giáng thủy trung bình mm (inches)  | 81.9 (3.22)                   | 115.6 (4.55)                  | 167.0 (6.57)                  | 193.5 (7.62)                  | 214.3 (8.44)                  | 579.5 (22.81)                 | 384.6 (15.14)                 | 294.3 (11.59)                 | 352.6 (13.88)                 | 169.7 (6.68)                  | 112.1 (4.41)                  | 82.6 (3.25)                   | 2.747,6 (108.17)              |
| Số ngày giáng thủy trung bình (≥ 1.0 mm) | 8.2                           | 9.0                           | 12.2                          | 11.0                          | 10.8                          | 17.4                          | 12.5                          | 13.2                          | 12.1                          | 8.2                           | 8.1                           | 7.4                           | 130.1                         |
| Số giờ nắng trung bình tháng             | 138.3                         | 141.2                         | 160.9                         | 168.7                         | 161.7                         | 96.7                          | 177.0                         | 191.1                         | 155.4                         | 170.2                         | 151.2                         | 140.8                         | 1.852,9                       |
| Nguồn: Cục Khí tượng Nhật Bản            |                               |                               |                               |                               |                               |                               |                               |                               |                               |                               |                               |                               |                               |

| Dữ liệu khí hậu của Uchinoura, Kimotsuki | Dữ liệu khí hậu của Uchinoura, Kimotsuki | Dữ liệu khí hậu của Uchinoura, Kimotsuki | Dữ liệu khí hậu của Uchinoura, Kimotsuki | Dữ liệu khí hậu của Uchinoura, Kimotsuki | Dữ liệu khí hậu của Uchinoura, Kimotsuki | Dữ liệu khí hậu của Uchinoura, Kimotsuki | Dữ liệu khí hậu của Uchinoura, Kimotsuki | Dữ liệu khí hậu của Uchinoura, Kimotsuki | Dữ liệu khí hậu của Uchinoura, Kimotsuki | Dữ liệu khí hậu của Uchinoura, Kimotsuki | Dữ liệu khí hậu của Uchinoura, Kimotsuki | Dữ liệu khí hậu của Uchinoura, Kimotsuki | Dữ liệu khí hậu của Uchinoura, Kimotsuki |
| Tháng                                    | 1                                        | 2                                        | 3                                        | 4                                        | 5                                        | 6                                        | 7                                        | 8                                        | 9                                        | 10                                       | 11                                       | 12                                       | Năm                                      |
| ---------------------------------------- | ---------------------------------------- | ---------------------------------------- | ---------------------------------------- | ---------------------------------------- | ---------------------------------------- | ---------------------------------------- | ---------------------------------------- | ---------------------------------------- | ---------------------------------------- | ---------------------------------------- | ---------------------------------------- | ---------------------------------------- | ---------------------------------------- |
| Cao kỉ lục °C (°F)                       | 23.8 (74.8)                              | 24.4 (75.9)                              | 27.5 (81.5)                              | 29.3 (84.7)                              | 33.1 (91.6)                              | 33.9 (93.0)                              | 37.2 (99.0)                              | 36.9 (98.4)                              | 34.6 (94.3)                              | 33.5 (92.3)                              | 31.2 (88.2)                              | 24.6 (76.3)                              | 37.2 (99.0)                              |
| Trung bình ngày tối đa °C (°F)           | 13.6 (56.5)                              | 14.8 (58.6)                              | 17.6 (63.7)                              | 21.7 (71.1)                              | 25.2 (77.4)                              | 27.3 (81.1)                              | 31.5 (88.7)                              | 32.0 (89.6)                              | 29.5 (85.1)                              | 25.4 (77.7)                              | 20.6 (69.1)                              | 15.7 (60.3)                              | 22.9 (73.2)                              |
| Trung bình ngày °C (°F)                  | 8.7 (47.7)                               | 9.8 (49.6)                               | 12.6 (54.7)                              | 16.6 (61.9)                              | 20.2 (68.4)                              | 23.2 (73.8)                              | 26.9 (80.4)                              | 27.3 (81.1)                              | 24.9 (76.8)                              | 20.4 (68.7)                              | 15.4 (59.7)                              | 10.6 (51.1)                              | 18.1 (64.5)                              |
| Tối thiểu trung bình ngày °C (°F)        | 3.8 (38.8)                               | 4.8 (40.6)                               | 7.7 (45.9)                               | 11.5 (52.7)                              | 15.5 (59.9)                              | 19.7 (67.5)                              | 23.2 (73.8)                              | 23.8 (74.8)                              | 21.3 (70.3)                              | 16.1 (61.0)                              | 10.7 (51.3)                              | 5.6 (42.1)                               | 13.6 (56.6)                              |
| Thấp kỉ lục °C (°F)                      | −5.2 (22.6)                              | −5.3 (22.5)                              | −2.4 (27.7)                              | 1.8 (35.2)                               | 4.6 (40.3)                               | 10.6 (51.1)                              | 14.7 (58.5)                              | 17.9 (64.2)                              | 12.3 (54.1)                              | 5.6 (42.1)                               | 0.4 (32.7)                               | −2.5 (27.5)                              | −5.3 (22.5)                              |
| Lượng Giáng thủy trung bình mm (inches)  | 116.4 (4.58)                             | 175.3 (6.90)                             | 260.2 (10.24)                            | 323.4 (12.73)                            | 323.3 (12.73)                            | 666.6 (26.24)                            | 368.2 (14.50)                            | 244.0 (9.61)                             | 352.1 (13.86)                            | 186.6 (7.35)                             | 167.2 (6.58)                             | 115.3 (4.54)                             | 3.233,5 (127.30)                         |
| Số ngày giáng thủy trung bình (≥ 1.0 mm) | 8.1                                      | 9.4                                      | 12.7                                     | 11.1                                     | 11.6                                     | 17.6                                     | 12.0                                     | 13.4                                     | 13.2                                     | 9.1                                      | 8.6                                      | 7.8                                      | 134.6                                    |
| Số giờ nắng trung bình tháng             | 140.7                                    | 131.9                                    | 153.6                                    | 162.8                                    | 165.2                                    | 96.6                                     | 181.2                                    | 184.5                                    | 143.5                                    | 157.9                                    | 145.7                                    | 138.6                                    | 1.802                                    |
| Nguồn: Cục Khí tượng Nhật Bản            |                                          |                                          |                                          |                                          |                                          |                                          |                                          |                                          |                                          |                                          |                                          |                                          |                                          |

## Dân số
Theo dữ liệu điều tra dân số của Nhật Bản, dân số của thị trấn Kimotsuki vào năm 2023 là 13.371 người. Các cuộc điều tra dân số được tiến hành kể từ năm 1920. Dân số của thị trấn đạt đỉnh vào những năm 1950, sau đó dân số giảm dần và đến nay dân số thị trấn này không có dấu hiệu phục hồi.